# Bell Mountain AVA
Bell Mountain AVA  (anerkannt seit dem 10. Oktober 1986) ist ein Weinbaugebiet im US-Bundesstaat Texas und ist Teil der überregionalen Texas Hill Country AVA. Das Gebiet befindet sich im  Gillespie County.
Bell Mountain AVA war das erste rein texanische Weinbaugebiet, dass den Status einer American Viticultural Area erhielt.  Die übergeordnete Appellation Texas Hill Country AVA wurde erst fünf Jahre nach der Bell Mountain AVA eingerichtet.  Im Jahr 2006 gab es insgesamt neun Weinbaubetriebe, die unter dem Namen der Appellation Wein abfüllten.